# 블랙 골드
블랙 골드(Black Gold)는 카타르에서 제작된 장 자크 아노 감독의 2011년 드라마 영화이다. 타하르 라힘 등이 주연으로 출연하였다.

## 출연

### 주연
- 타하르 라힘
- 마크 스트롱
- 안토니오 반데라스
- 프리다 핀토

### 조연
- 리즈 아메드
- 로피 드지리
- 에리크 에부아니
- 코리 존슨
- 리야 케베데
- 드리스 루케